# Tour der französischen Rugby-Union-Nationalmannschaft nach Südafrika 1967
| Tour der Franzosen nach Südafrika 1967 | Tour der Franzosen nach Südafrika 1967 | Tour der Franzosen nach Südafrika 1967 | Tour der Franzosen nach Südafrika 1967 | Tour der Franzosen nach Südafrika 1967 |
| Übersicht                              | S                                      | G                                      | U                                      | N                                      |
| -------------------------------------- | -------------------------------------- | -------------------------------------- | -------------------------------------- | -------------------------------------- |
| Test Matches                           | 04                                     | 1                                      | 1                                      | 2                                      |
| Sonstige Spiele                        | 09                                     | 6                                      | 1                                      | 2                                      |
| Gesamt                                 | 13                                     | 7                                      | 2                                      | 4                                      |
|                                        |                                        |                                        |                                        |                                        |
| Südafrika                              | 04                                     | 1                                      | 1                                      | 2                                      |

Die Tour der französischen Rugby-Union-Nationalmannschaft nach Südafrika 1967 umfasste eine Reihe von Freundschaftsspielen der französischen Rugby-Union-Nationalmannschaft. Sie reiste von Anfang Juli bis Mitte August 1967 durch Südafrika und bestritt während dieser Zeit 13 Spiele. Darunter waren vier Test Matches gegen die südafrikanische Nationalmannschaft, die mit einem Sieg, einem Unentschieden und zwei Niederlagen endeten. Hinzu kamen neun weitere Spiele gegen regionale Auswahlmannschaften (darunter eines gegen Rhodesien), bei denen sechs Siege, ein Unentschieden und zwei Niederlagen resultierten.

## Spielplan
- Hintergrundfarbe grün = Sieg
- Hintergrundfarbe gelb = Unentschieden
- Hintergrundfarbe rot = Niederlage

(Test Matches sind grau unterlegt; Ergebnisse aus der Sicht Frankreichs)
| #  | Datum           | Gegner                  | Ort            | Stadion                 | Ergebnis |
| -- | --------------- | ----------------------- | -------------- | ----------------------- | -------- |
| 01 | 04. Juli 1967   | Rhodesien               | Salisbury      | Police Grounds          | 13:13    |
| 02 | 07. Juli 1967   | South Western Districts | George         |                         | 25:6     |
| 03 | 08. Juli 1967   | Eastern Province        | Port Elizabeth | Boet Erasmus Stadium    | 16:8     |
| 04 | 10. Juli 1967   | Boland                  | Wellington     | Boland Stadium          | 14:6     |
| 05 | 15. Juli 1967   | Südafrika               | Durban         | Kings Park Stadion      | 3:26     |
| 06 | 19. Juli 1967   | Western Transvaal       | Potchefstroom  | Olën Park               | 38:11    |
| 07 | 22. Juli 1967   | Südafrika               | Bloemfontein   | Free State Stadium      | 3:16     |
| 08 | 25. Juli 1967   | Eastern Transvaal       | Brakpan        | Bosman Stadium          | 18:5     |
| 09 | 29. Juli 1967   | Südafrika               | Johannesburg   | Ellis Park Stadium      | 19:14    |
| 10 | 02. August 1967 | Giqualand West          | Kimberley      | De Beers Stadium        | 14:20    |
| 11 | 05. August 1967 | Northern Transvaal      | Pretoria       | Loftus Versfeld Stadium | 5:19     |
| 12 | 08. August 1967 | Border                  | Port Elizabeth | Border Ground           | 8:6      |
| 13 | 12. August 1967 | Südafrika               | Kapstadt       | Newlands Stadium        | 6:6      |

## Test Matches
| 15. Juli 1967 | Südafrika                                                                                           | 26 : 3         | Frankreich        | Kings Park Stadium, Durban Zuschauer: 39.000 Schiedsrichter: Albert Strasheim (Südafrika) |
| 15. Juli 1967 | Versuche: Dirksen (2) Ellis Greyling (2) Erhöhungen: HO de Villiers (4) Straftritte: HO de Villiers | (18:3) Bericht | Versuche: Dourthe | Kings Park Stadium, Durban Zuschauer: 39.000 Schiedsrichter: Albert Strasheim (Südafrika) |

Aufstellungen:
- Südafrika: Gawie Carelse, Dawie de Villiers , Henry Oswald de Villiers, Albie de Waal, Corra Dirksen, Jan Ellis, Jannie Engelbrecht, John Gainsford, Piet Greyling, Gert Kotzé, Tiny Naude, Tiny Neethling, Eben Olivier, Gys Pitzer, Piet Visagie
- Frankreich: André Abadie, Jean-Michel Cabanier, Guy Camberabero, Christian Carrère, Christian Darrouy , Benoît Dauga, Claude Dourthe, Jean-Michel Esponda, Jacques Fort, Claude Lacaze, Jean-Pierre Lux, Marcel Puget, André Quilis, Michel Sitjar, Walter Spanghero

| 22. Juli 1967 | Südafrika                                                                                     | 16 : 3        | Frankreich              | Free State Stadium, Bloemfontein Zuschauer: 46.000 Schiedsrichter: Max Baise (Südafrika) |
| 22. Juli 1967 | Versuche: Corra Dirksen Engelbrecht Olivier Erhöhungen: HO de Villiers (2) Straftritte: Naude | (3:0) Bericht | Straftritte: Villepreux | Free State Stadium, Bloemfontein Zuschauer: 46.000 Schiedsrichter: Max Baise (Südafrika) |

Aufstellungen:
- Südafrika: Gawie Carelse, Dawie de Villiers , Henry Oswald de Villiers, Albie de Waal, Corra Dirksen, Jan Ellis, Jannie Engelbrecht, John Gainsford, Piet Greyling, Gert Kotzé, Tiny Naude, Tiny Neethling, Eben Olivier, Gys Pitzer, Piet Visagie
- Frankreich: Christian Darrouy , Benoît Dauga, Jean-Louis Dehez, Claude Dourthe, Bernard Duprat, Jean-Michel Esponda, Jacques Fort, Michel Lasserre, Jean-Pierre Lux, Jean-Claude Malbet, Alain Plantefol, Michel Sitjar, Walter Spanghero, Gérard Sutra, Pierre Villepreux

| 29. Juli 1967 | Südafrika                                                          | 14 : 19       | Frankreich                                                                                           | Ellis Park Stadium, Johannesburg Zuschauer: 60.500 Schiedsrichter: Max Baise (Südafrika) |
| 29. Juli 1967 | Versuche: Ellis Olivier Erhöhungen: Visagie Straftritte: Naude (2) | (6:8) Bericht | Versuche: Cabanier Trillo Erhöhungen: Camberabero (2) Straftritte: Lacaze Dropgoals: Camberabero (2) | Ellis Park Stadium, Johannesburg Zuschauer: 60.500 Schiedsrichter: Max Baise (Südafrika) |

Aufstellungen:
- Südafrika: Gawie Carelse, Dawie de Villiers , Henry Oswald de Villiers, Albie de Waal, Corra Dirksen, Jan Ellis, Jannie Engelbrecht, John Gainsford, Piet Greyling, Gert Kotzé, Tiny Naude, Tiny Neethling, Eben Olivier, Gys Pitzer, Piet Visagie
- Frankreich: André Abadie, Jean-Michel Cabanier, Guy Camberabero, Christian Carrère, Benoît Dauga, Claude Dourthe, Bernard Duprat, Jacques Fort , Claude Lacaze, Michel Lasserre, Jacques Londios, Alain Plantefol, Marcel Puget, Walter Spanghero, Jean Trillo

| 12. August 1967 | Südafrika                                      | 6 : 6         | Frankreich                                   | Newlands Stadium, Kapstadt Zuschauer: 37.200 Schiedsrichter: Pieter Robbertse (Südafrika) |
| 12. August 1967 | Straftritte: HO de Villiers Dropgoals: Visagie | (0:3) Bericht | Versuche: Spanghero Straftritte: Camberabero | Newlands Stadium, Kapstadt Zuschauer: 37.200 Schiedsrichter: Pieter Robbertse (Südafrika) |

Aufstellungen:
- Südafrika: Dawie de Villiers , Henry Oswald de Villiers, Corra Dirksen, Frik du Preez, Albie de Waal, Jan Ellis, Jannie Engelbrecht, Piet Greyling, Gert Kotzé, Tiny Naude, Tiny Neethling, Sydney Nomis, Eben Olivier, Gys Pitzer, Piet Visagie
- Frankreich: André Abadie, Guy Camberabero, Christian Carrère, Jacques Crampagne, Christian Darrouy , Benoît Dauga, Jacques Fort, Claude Lacaze, Jean-Pierre Lux, Jean-Claude Malbet, Alain Plantefol, Marcel Puget, André Quilis, Walter Spanghero, Jean Trillo

## Kader

### Management
- Tourmanager: Marcel Batigne
- Trainer: Marcel Laurent, André Garrigues
- Kapitän: Christian Darrouy

### Spieler
| Spieler            | Position         | Mannschaft        |
| ------------------ | ---------------- | ----------------- |
| Jean-Henri Mir     | Gedrängehalb     | FC Lourdes        |
| Marcel Puget       | Gedrängehalb     | CA Brive          |
| Gérard Sutra       | Gedrängehalb     | RC Narbonne       |
| Guy Camberabero    | Verbinder        | La Voulte Sportif |
| Jean-Louis Dehez   | Verbinder        | SU Agen           |
| Jean-Claude Roques | Verbinder        | CA Brive          |
| Claude Dourthe     | Innendreiviertel | US Dax            |
| Jean-Pierre Lux    | Innendreiviertel | US Tyrosse        |
| Jean Saby          | Innendreiviertel | SC Graulhet       |
| Jean Trillo        | Innendreiviertel | CA Bègles         |
| Jacques Crampagne  | Außendreiviertel | CA Bègles         |
| Christian Darrouy  | Außendreiviertel | Stade Montois     |
| André Quilis       | Außendreiviertel | RC Narbonne       |
| Gérard Viard       | Außendreiviertel | RC Narbonne       |
| Claude Lacaze      | Schlussmann      | SC Angoulême      |
| Pierre Villepreux  | Schlussmann      | Stade Toulousain  |

| Spieler              | Position             | Mannschaft            |
| -------------------- | -------------------- | --------------------- |
| Jean-Michel Cabanier | Hakler               | US Montauban          |
| Jean-Claude Malbet   | Hakler               | SU Agen               |
| André Abadie         | Pfeiler              | SC Graulhet           |
| Bernard Cardebat     | Pfeiler              | US Montauban          |
| Jean-Michel Esponda  | Pfeiler              | Racing Club de France |
| Jacques Fort         | Zweite-Reihe-Stürmer | SU Agen               |
| Michel Lasserre      | Zweite-Reihe-Stürmer | SU Agen               |
| Alain Plantefol      | Zweite-Reihe-Stürmer | Racing Club de France |
| Walter Spanghero     | Zweite-Reihe-Stürmer | RC Narbonne           |
| Christian Carrère    | Flügelstürmer        | RC Toulon             |
| Bernard Duprat       | Flügelstürmer        | Aviron Bayonnais      |
| Jacques Londios      | Flügelstürmer        | US Montauban          |
| Michel Sitjar        | Flügelstürmer        | SU Agen               |
| Benoît Dauga         | Nummer Acht          | Stade Montois         |